# Chagres-formatie
De Chagres-formatie is een geologische formatie in het bekken van het Panamakanaal die afzettingen uit het Mioceen omvat van 8 tot 6,5 miljoen jaar oud.

## Ligging
De Chagres-formatie ligt bij de Chagres-rivier, die tussen het Gatúnmeer en de Culebra-kloof uitmondt in het kanaal. 
Er zijn twee locaties: Río Indio (circa 7,6 miljoen jaar oud) en de veel soortenrijkere Chagres Sandstone rondom het plaatsje Piña (circa 8-6,5 miljoen jaar oud). De afzettingen van Río Indio zijn van een ondiepe zee, terwijl de Chagres Sandstone is afgezet in een open zee met een diepte van 200 tot 300 meter. 

## Fauna
Fossielen van enkele walvisachtigen, een kleine zeeschildpad en tientallen vissentaxa, waaronder haaien en zeilvissen, zijn gevonden in de Chagres-formatie. De faunasamenstelling wijst er op dat er in het Laat-Mioceen nog een connectie was tussen de Caribische Zee en de Grote Oceaan via de Centraal-Amerikaanse zeestraat. Deze zeestraat sloot zich uiteindelijk in de loop van het Mioceen, hoewel via andere routes ondiepere zeeverbindingen bleven bestaan tot het volledig sluiten van de Panamese landbrug ongeveer 3,5 miljoen jaar geleden. 
De walvisfossielen zijn gevonden in de buurt van Piña. De samenstelling van de soorten vertoont grote overeenkomsten met die van de Pisco-formatie in Peru en in mindere mate met die van formaties in Baja en Alta California. Dit laat zien dat er ondanks de vernauwing van de Centraal-Amerikaanse zeestraat nog uitwisseling was van kleinere tandwalvissen uit kustwateren tussen de Caribische Zee en de Grote Oceaan. Nanokogia isthmia is een dwergpotvis uit de Kogiinae van ongeveer twee meter lang. Dit dier voedde zich waarschijnlijk met inktvissen en vissen. Daarnaast is een dwergpotvis uit de onderfamilie Scaphokogiinae bekend uit de Chagres-formatie. Isthminia panamensis is een rivierdolfijnachtige. Piscolithax is een bruinvis. cf. Acrophyseter behoort tot de jagende potvissen. 
In de Chagres Sandstone is een gedeeltelijk schild van Lepidochelys gevonden, een kleine zeeschildpad verwant aan de hedendaagse warana.
De Chagres-formatie heeft de grootste diversiteit aan kraakbeenvissen van alle Panamese formaties met circa dertig taxa. De uitgestorven valse doornhaai Isistius triangulus is met 272 specimen de algemeenste soort. 
Culebra-kloof · Gatún-formatie · Gatúncillo-formatie · Chagres-formatie · Alajuela-formatie